# Yate Fortuna (2000)
Fortuna era el nombre de los yates del rey Juan Carlos I. El último sustituyó en el año 2000 al anterior, ambos propiedad de Patrimonio Nacional. Fue la cuarta embarcación que repitió el nombre de la embarcación de clase «Dragon» con la que el rey participó en los juegos olímpicos de 1972, y que se encuentra en el Museo Olímpico de Barcelona.

## El barco
El último Fortuna fue un obsequio al rey de 22 empresarios de las Islas Baleares para su uso y disfrute, y que éste donó posteriormente al Patrimonio Nacional. Se construyó en los astilleros de IZAR en San Fernando (Cádiz). Está realizado totalmente en aluminio, y cuenta con cuatro camarotes dobles, más los destinados a la tripulación.
En mayo de 2013 el rey renunció a su uso y solicitó al presidente del Patrimonio Nacional, José Rodríguez-Spiteri, la desafectación del yate como bien de este organismo. Una vez comunicada la decisión, el expediente pasará al Ministerio de la Presidencia, del que depende el Patrimonio Nacional, que presentará la decisión al Consejo de Ministros, que es quien decidirá el destino del buque. En junio de 2013, el Patrimonio Nacional anunció verbalmente a la Fundación Turística y Cultural de las Islas Baleares (fundatur) que les sería devuelto el buque, después de que así lo hubiese solicitado la citada fundación, ya que la donación del buque estaba condicionada a que la familia real lo utilizase durante sus vacaciones en la isla.
El 28 de enero de 2014, se firmó en Palma de Mallorca la devolución por parte de Patrimonio Nacional del yate a la Fundación Turística y Cultural de las Islas Baleares (Fundatur), formada por empresarios e instituciones que fueron los que donaron el buque al rey.
El yate se puso a la venta el 27 de marzo de 2014 con el nombre de Foners en Port Adriano (Calviá), y fue vendido finalmente en julio a la empresa Baleària por 2,2 millones de euros.
Posteriormente, se supo que la adquisición del buque por Balearia, fue con la intención de hacerse con las turbinas Rolls Royce del buque e instalarlos en sus ferris convirtiéndolas previamente de diésel a gas licuado, opción que finalmente fue desechada por su elevado coste, siendo posible que se decida intentar vender el buque por piezas, por un lado los motores y por otro el resto del buque, lo cual no llegó a suceder, pues de nuevo, en septiembre de 2018 bajo el nombre de Foners, fue puesto a la venta por 8 millones de euros, rebajando posteriormente su precio hasta los 3,9 millones.
Esta empresa llegó a rebajarlo hasta los 2,2 millones de euros que le costó. pero ante la imposibilidad de venderlo, lo sacó del mercado en mayo de 2021, permaneciendo el buque en espera de destino.

## Financiación
La idea original era que un grupo de empresarios de las Islas Baleares se lo regalaran para su uso y disfrute. Los empresarios aportaron cada uno 100 millones de las antiguas pesetas (unos 600.000 euros) para intentar alcanzar la cifra de 3.000 millones de pesetas (18 millones de euros) que se estimaba que costaría la embarcación. Como con estas donaciones no se alcanzaba el dinero necesario el entonces Presidente de la Comunidad Autónoma de Baleares Jaume Matas aportó otros 460 millones de pesetas (2.760.000 de euros) adicionales de fondos públicos y el resto del dinero provino de otras donaciones posteriores.
Una vez entregado en el año 2000, el barco fue cedido al organismo público Patrimonio Nacional para que se hiciera cargo de sus gastos de mantenimiento y explotación. Datos sobre sus costes de mantenimiento que se publicaron en prensa eran que un llenado de sus depósitos costaba 25 000 euros y que su tripulación era de 8 personas.